# 莱斯利·萨维奇
莱斯利·萨维奇（英語：Leslie Savage，1897年3月16日—1979年8月26日），英国男子游泳运动员。他曾代表英国参加1920年和1924年夏季奥林匹克运动会游泳比赛，其中1920年奥运会获得一枚铜牌。